# إبراهيم الجدعاني
إبراهيم الجدعاني مواليد 26 ديسمبر 1993 في السعودية، هو لاعب كرة قدم سعودي يلعب حالياً في نادي بيشة.

## مسيرة اللاعب
كانت بداياته مع نادي الشباب في الفئات السنية و لعب بعدها مع نادي التسامح ونادي أبها ونادي الحجاز ونادي الوشم ونادي وج ونادي بيشة.